# Mesples
 Mesples  là một xã ở tỉnh Allier thuộc miền trung nước Pháp.